# NGC 5021
NGC 5021 este o hi (21cm) source⁠(d) situată în constelația Câinii de Vânătoare. A fost descoperită în 26 aprilie 1830 de către John Herschel. Se află la o distanță de 119,04 megaparseci de Pământ.